# Ghostbusters (jogo eletrônico de 1990)
Ghostbusters é um jogo eletrônico de plataforma shoot 'em up de 1990 desenvolvido e publicado pela Sega ao Mega Drive. Ele apresenta uma história original baseada nos filmes Ghostbusters, e não está relacionada ao jogo de 1984 dos Ghostbusters da Activision. O jogo foi lançado nos Estados Unidos em agosto de 1990, e foi lançado no Reino Unido no final daquele ano. Uma versão brasileira foi lançada pela Tec Toy para o console em 1991.

## Jogabilidade
Ghostbusters é um jogo de plataforma shoot 'em up com jogabilidade de rolagem lateral. A história do jogo envolve fantasmas aterrorizando uma cidade após um terremoto. O jogo apresenta três personagens jogáveis dos filmes: Peter Venkman, Ray Stantz e Egon Spengler. Cada um dos Ghostbusters tem seus próprios traços relacionados à velocidade e força de tiro; e cada um é animado com cabeças enormes, parecidas com as de seus respectivos atores. O jogador pode agachar-se, pular e está equipado com uma arma de pósitron, que pode ser disparada em todas as direções e é usada para eliminar fantasmas. O jogador ganha dinheiro eliminando fantasmas; e pode usar os fundos para comprar armas atualizadas em lojas que aparecem entre os níveis. As armas atualizadas incluem uma bomba e uma arma que emite chamas. O jogador também pode comprar um escudo que fornece invencibilidade temporária. O dinheiro também é usado para comprar alimentos para reposição de saúde.
Ghostbusters inclui seis níveis, incluindo quatro que ficam em prédios residenciais assombrados e podem ser jogados em qualquer ordem. O objetivo dos Ghostbusters é recuperar pedaços de uma tábua de pedra de cada um dos quatro níveis iniciais, livrando as áreas de fantasmas. Os "fantasmas do meio" aparecem durante a parte do meio de um nível e devem ser eliminados para avançar ao inimigo principal no final. Os fantasmas do meio incluem o Slimer dos filmes, enquanto os inimigos-chefe incluem o Stay Puft Marshmallow Man do primeiro filme. O jogador deve capturar cada inimigo chefe após sua derrota. O quinto nível, situado em um castelo medieval, só fica disponível após a conclusão dos outros níveis; e é seguido por uma batalha final. O jogo apresenta 22 trilhas musicais selecionáveis, incluindo a música de Ray Parker Jr. "Ghostbusters".

## Recepção
A Mean Machines elogiou a sequência de introdução, os gráficos e a variedade de opções, mas afirmou que "não o manterá ocupado por meses". A revista concluiu que o jogo era "bastante agradável" e que provavelmente atrairia mais as pessoas que gostam de jogos de plataforma. Julian Boardman, da Raze, gostou dos gráficos, mas criticou a jogabilidade como repetitiva e média.
A The Games Machine elogiou os sprites dos personagens jogáveis por se parecerem com suas contrapartes dos filmes, mas criticou os cenários simples e repetitivos. A revista afirmou que era um dos melhores jogos de plataforma disponíveis para o Mega Drive, mas que "realmente não captura o espírito do filme". Robert Swan, da Computer and Video Games, elogiou os gráficos, incluindo os sprites dos personagens jogáveis. Ele também elogiou a música do jogo, mas criticou a versão do jogo da música "Ghostbusters" de Parker, considerando-a uma "grande decepção". Swan considerou o jogo viciante, apesar de sua dificuldade. Eugene Lacey, da ACE, elogiou o design dos fantasmas do jogo, mas acreditava que a música de Parker havia sido melhor apresentada em outros jogos dos Ghostbusters.
Em 2004, Ken Horowitz, da Sega-16, afirmou que era um dos melhores jogos licenciados por filmes de sua época, embora estivesse decepcionado com a quantidade mínima de efeitos visuais; e afirmou que a música tema de abertura "deve ser a pior versão do clássico de Ray Parker Jr. que já foi gravado e rapidamente envenenará seu entusiasmo". Horowitz afirmou que o jogo tinha bons gráficos após o seu lançamento, mas que "pode não parecer tão atraente pelos padrões de hoje".
Em 2008, Levi Buchanan, da IGN, declarou que o jogo era "muito legal" após o seu lançamento, especialmente para os fãs de Ghostbusters, mas escreveu que agora era "uma espécie de scroller lateral medíocre", afirmando que os gráficos ainda eram adequados, mas que a jogabilidade era "relativamente mansa em comparação com o que viria depois" no Mega Drive. Buchanan também questionou a ausência do personagem de Ghostbusters Winston Zeddemore. Em 2014, Robert Workman, da Shacknews, classificou-o entre os três melhores jogos de Ghostbusters. Embora Workman acreditasse que havia jogos de plataforma da Sega superiores disponíveis no momento de seu lançamento, ele afirmou que o jogo tinha um "charme inócuo". Em 2016, Luke McKinney, do Den of Geek, chamou o jogo de "bastante decente", mas o classificou entre os jogos mais estranhos dos Ghostbusters, por seus personagens "macrocefálicos" de Ghostbusters e pela ausência de Winston.